# Floral Cabinet, and Magazine of Exotic Botany
Floral Cabinet, and Magazine of Exotic Botany (abreviado Fl. Cab.) fue una revista con ilustraciones y descripciones botánicas que fue editado en Londres en 3 volúmenes en los años 1837 hasta 1840. Fue precedida por Birmingham Bot. Gard..

## Publicaciones
- Volumen nº 1(12 parts): Mar 1837-Feb 1838;
- Volumen nº 2(12 parts): Mar 1838-Feb 1839;
- Volumen nº 3(12 parts): Mar 1839-Feb 1840